# داريل مور
داريل مور (بالإنجليزية: Darryl Moore)‏ هو لاعب كرة قدم أمريكية أمريكي، ولد في 27 يناير 1969 في مندن في الولايات المتحدة.

## وصلات خارجية
- داريل مور على موقع مرجع كرة القدم المحترفة.كوم (الإنجليزية)